# Tuba curva
La tuba curva est un instrument de musique à vent de la famille des cuivres d'inspiration antique créé en France au XVIIIe siècle pour les musiques des fêtes et cérémonies de la Révolution française.

## Présentation
La tuba curva est un instrument à vent en laiton, de perce large, inspiré du cornu romain.
L'instrument est doté d'une embouchure, ne possède ni trous ni pistons, et ressemble à une trompette courbée en forme de « G » renversé,.
La tuba curva est imitée des instruments figurant sur les bas-reliefs de la colonne Trajane et fut utilisée à l'époque de la Révolution française pour les musiques des cérémonies patriotiques, notamment par les compositeurs Luigi Cherubini et François-Joseph Gossec. Elle est entendue la première fois en public à l'occasion de la cérémonie de translation des cendres de Voltaire au Panthéon le 11 juillet 1791,.
À l'opéra, Étienne Nicolas Méhul l'utilise dans Joseph,.

## Iconographie

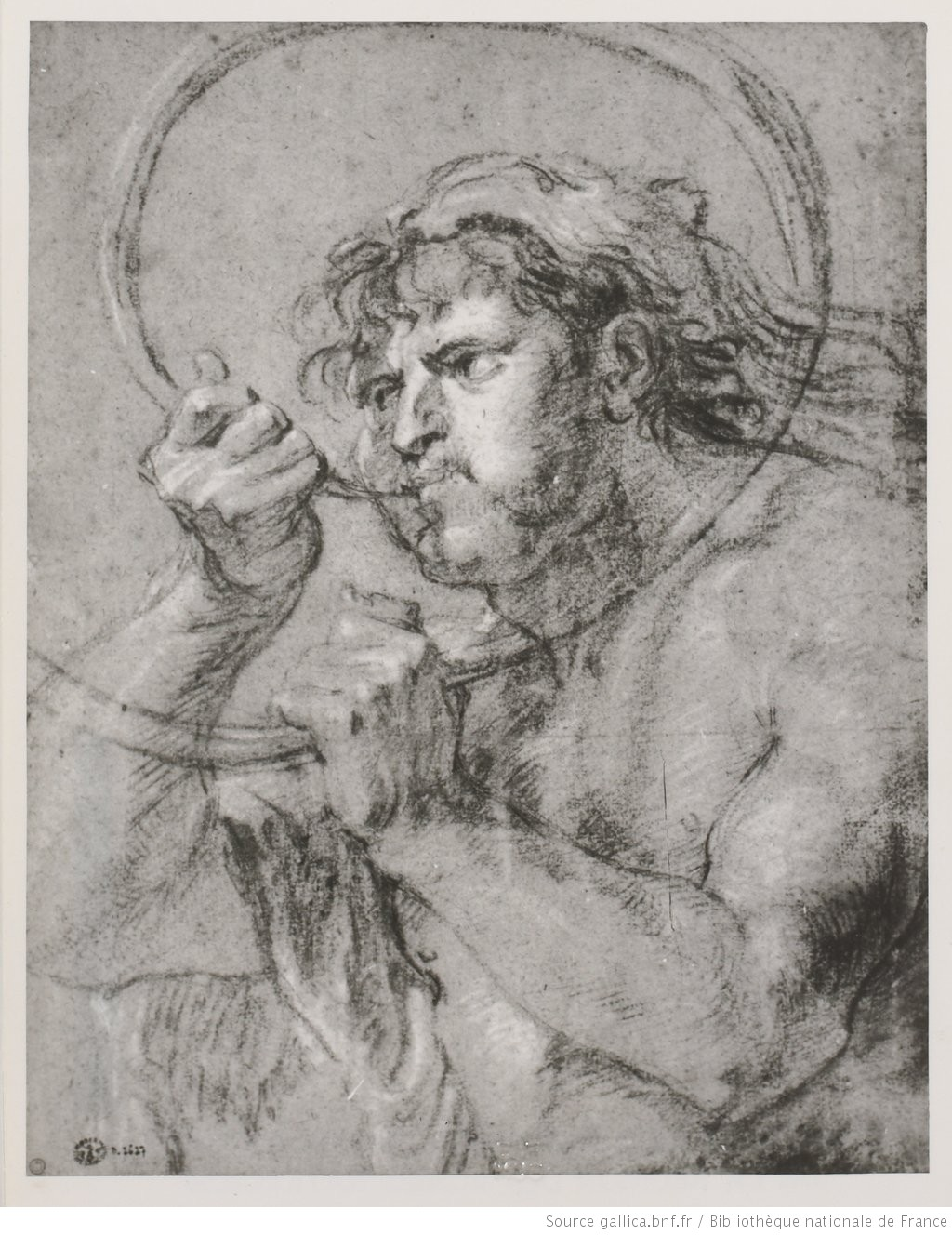
Homme soufflant dans une tuba curva, Pierre Paul Rubens.